# Sandnesstaven
Der Sandnesstaven (norwegisch für Sandnasenstab) ist ein 2030 m hoher Berg im ostantarktischen Königin-Maud-Land. Er ragt am nördlichen Ende des Conradgebirges in der Orvinfjella auf.
Norwegische Kartographen, die ihn auch benannten, kartierten ihn anhand von Luftaufnahmen der Dritten Norwegischen Antarktisexpedition (1956–1960).